# Prepona violaceapicalis
Prepona violaceapicalis är en fjärilsart som beskrevs av Le Moult 1932. Prepona violaceapicalis ingår i släktet Prepona och familjen praktfjärilar. Inga underarter finns listade i Catalogue of Life.